# Balls to the Wall (chanson)
Balls to the Wall est une chanson du groupe allemand de metal Accept. C'est aussi le titre du single extrait du cinquième album d'Accept du même nom. Cette chanson est la plus connue et la plus emblématique du groupe. 
Elle est devenue un classique de l'histoire du metal. Elle figure notamment dans le classement des quarante meilleures chansons du metal de VH1 et celui des cent meilleures chansons du XXe siècle selon sputnikmusic. La chanson a fait également l'objet d'un clip vidéo en 84 qui fut largement diffusé sur MTV aux États-Unis. Il a été également occasionnellement diffusé en France dans les émissions de télé consacrées au metal dans les années 1980 et 90.

## Musique
Cette chanson est souvent considérée comme l'une des plus emblématiques du groupe. Elle est principalement construite sur l'accroche du riff et des refrains en chœur aux allures militantes et martiales. Selon le guitariste, elle fut composée  très rapidement. 

« J'ai écrit le riff et l'idée du chorus, je l'ai apporté aux gars. [Le bassiste] Peter [Baltes] a proposé le couplet, et tout s'est mis en place en dix minutes. Cela s'est mis en place si rapidement, que l'on en était suspicieux, à se demander si cela n'avait pas été écrit auparavant. Étions-nous en train de nous leurrer ? »

Le groupe avait, dans tous les cas, l'intuition que cette chanson jouerait un rôle important.

« Elle était plus accrocheuse et meilleure que certains des autres trucs que nous avions fait. Nous avons passé six jours à mixer la chanson, et deux jours pour le reste de l'album. Tout le monde savait que c'était LA chanson, et nous voulions la faire sonner au mieux. »

## Texte
Cette chanson est une sorte d'hymne à tous les opprimés du monde. Elle traite à plusieurs niveaux métaphoriques de l'asservissement des êtres humains par le monde, en tant qu'esclaves des divers systèmes et institutions, (Too many slaves in this world die by torture and pain, Boundage is over Human race) et qu'un jour ils se soulèveront, briseront leur chaînes et renverseront leurs oppresseurs.("One day the tortured stand up and revolt against the Evil." "Watch the Damned, they're gonna break their chains, You can't stop them. They're coming to get you"). Pour le chanteur Udo Dirkschneider, la chanson est dédiée à l'humanité entière : elle enjoint les gens à dépasser leurs conditions d'esclaves, à être vivant. Le guitariste Wolf Hoffmann explique leur démarche :

« Nous avons toujours été intéressés par la politique et les droits de l'homme, et les choses du même genre, donc beaucoup des paroles que nous avons écrites à cette époque, et jusqu'à maintenant en fait, ont pour thème les droits de l'homme, par exemple, et c'est vraiment le thème principal de Balls to the Wall ». « Un jour, les opprimés se soulèveront et viendront leur botter le cul,. »

Pour Stefan Kaufmann, le batteur et coauteur de la chanson :

« Balls to the Wall, parle de la situation des hommes en général et de leur statut d'esclaves, vis-à-vis des institutions du système. Lorsque tu fais tout pour sortir de l'ornière de départ dans laquelle tu évolues et que rien ni personne ne daigne te donner un coup de main, tu es devant un mur d'indifférence. Et c'est ce mur qu'il faut arriver à franchir pour te dépasser. »

Le disque sur lequel figure la chanson « est dédié aux gens du monde entier, à une majorité inconnue, qui ont les mêmes problèmes, les mêmes rêves et les mêmes droits comme vous et moi ».
L’expression « balls to the wall » provient du vocabulaire de l’aviation militaire. Dans de nombreux chasseurs, le levier de pilotage est surmonté d’une poignée en forme de balle. Lorsque le pilote doit accélérer  et pousser la vitesse au maximum, il doit pousser le levier complètement vers l’avant du cockpit appelé également firewall (le "mur pare-feu"). Ainsi mettre "la balle au mur" signifie mettre la pleine puissance. Cela correspond plus ou moins aux expressions françaises comme « mettre la gomme » ou « mettre le pied au plancher ». Deaffy (Gaby Hauke), la parolière eut l’idée d’utiliser cette expression après l’avoir voir vue employée dans une chronique du magazine Kerrang qui décrivait leur musique en ces termes : « 'Accept's music is balls to the walls »(« la musique d’Accept met le pied au plancher »). Elle la nota dans son calepin à idées et la réutilisa pour cette chanson. Mais l'emploi du terme dans le contexte de la chanson semble jouer sur un double sens, impliquant aussi l’idée du sort que les révoltés pourraient réserver aux parties génitales de leurs oppresseurs.

## Notoriété
- la bande originale d'un épisode de Beavis et Butt-Head (Beavis and Butt-head).
- la bande originale du film The Wrestler avec Mickey Rourke.
- la bande originale du film du même nom  de Penelope Spheeris à sortir en 2011.
- la bande originale des jeux Guitar Hero: Rocks the 80s sur PS2 et Grand Theft Auto: Vice City Stories.

### Apparitions dans des classements
La chanson fait partie du classement des 40 meilleures chansons de metal selon VH1 (à la trente-huitième place). Elle figure par ailleurs à la cinquante-troisième place du classement des « 100 plus grandes chansons du XXe siècle » d'après le site Sputnikmusic (l'album Balls to the Wall dans son ensemble apparaît à la trente-deuxième place du classement des "100 meilleurs albums de metal de tous les temps")

### Reprises
| Artiste          | Album                                                        |
| ---------------- | ------------------------------------------------------------ |
| Altaria          | Divinity                                                     |
| Amoteph          | An Ancient Prophecy                                          |
| Benedictum       | Seasons of Tragedy                                           |
| Deterrence       | In Death We Trust                                            |
| Earth            | Fear of Tomorrow                                             |
| Eyes of the Dead | Lets Play Drink the Beer!                                    |
| Flashover        | Superior                                                     |
| Fozzy            | Happenstance                                                 |
| HammerFall       | The First Crusade                                            |
| Paindivision     | One Path                                                     |
| Raven Bitch      | Live: In The True Sense of Reality                           |
| Resurrexión      | Brujas                                                       |
| Silver Fist      | - Directo HMH Festival - Lágrimas de Sangre - Tears of Blood |
| Sinner           | The Second Decade                                            |
| Transmetal       | Temple De Acero                                              |
| Puscifer         | Donkey Punch The Night E.P.                                  |

## Sources
: document utilisé comme source pour la rédaction de cet article.

### Ouvrages
- (en) Martin Popoff, The Top 500 Heavy Metal Songs of all Time, ECW Press, 2002 (ISBN 1-84353-415-0)  (Entrée consacrée à la chanson Balls To the Wall, p. 28-29)
- Hervé Picart, Jean-Yves Legras et Bertrand Alary, Hard & heavy- Les dieux du rock lourd, Jacques Grancher, 1985, 127 p.
- (en) Garry Sharpe-Young, Metal : The Definitive Guide, Londres, Jawbone Press, 2007, 495 p. (ISBN 978-1-906002-01-5)